# Marek Całka
Marek Janusz Całka (ur. 2 stycznia 1966 w Warszawie) – polski specjalista w tematyce krajów byłego Związku Radzieckiego, w szczególności Rosji, Ukrainy i Kaukazu Południowego, analityk Ośrodka Studiów Wschodnich i Ministerstwa Spraw Zagranicznych, dyplomata; w latach 2007–2010 ambasador Polski w Korei Południowej, w latach 2015–2019 – w Azerbejdżanie, jednocześnie akredytowany w Turkmenistanie.

## Życiorys

### Wykształcenie
Urodził się 2 stycznia 1966 w Warszawie. Studiował na Wydziale Historycznym Uniwersytetu Warszawskiego. W trakcie studiów w drugiej połowie lat 80. angażował się w działalność Niezależnego Zrzeszenia Studentów. Uczestniczył w przygotowaniu i przeprowadzeniu wyborów parlamentarnych w Polsce w czerwcu 1989. Studia ukończył w 1991 (według innego źródła – w 1990), uzyskując tytuł magistra historii. Tytuł jego pracy magisterskiej brzmiał: Społeczne aspekty procesu wysiedlenia Niemców z Polski po drugiej wojnie światowej. W latach 1991–1993 publikował na łamach m.in. „Przeglądu Powszechnego”, „Mówią Wieki” i „Dialogu”. Regularnie wypowiadał się także w mediach. Posługuje się językami angielskim i rosyjskim.

### Praca zawodowa
W latach 1992–1993 pracował jako główny specjalista w Ośrodku Studiów Wschodnich (OSW) w Warszawie, gdzie specjalizował się w tematyce rosyjskiej i ukraińskiej. Od września 1993 do 1996 był ekspertem, a następnie starszym ekspertem w Departamencie Badań Strategicznych Ministerstwa Spraw Zagranicznych. W latach 1996–1998 pełnił funkcję radcy ministra i naczelnika wydziału w Departamencie Studiów i Planowania MSZ. Od 1998 do 1999 (według innego źródła – od 1997) pracował w stopniu radcy ministra jako naczelnik Wydziału Polityki Regionalnej w Departamencie Strategii i Planowania Polityki MSZ Zagranicznej (DSPPZ), specjalizując się w tematyce ukraińskiej i rosyjskiej, w tym polityki zagranicznej Rosji i bezpieczeństwa międzynarodowego. Wymieniany jako jeden z autorów koncepcji budowy ropociągu Odessa – Brody – Płock.
W latach 1993–1999 publikował na łamach, m.in.: „Rocznika Polskiej Polityki Zagranicznej”, „Spraw Międzynarodowych”, a także wydawnictw Polskiej Fundacji Spraw Międzynarodowych oraz Centrum Studiów Międzynarodowych. Był pomysłodawcą i jednym z organizatorów polsko-rosyjskich okrągłych stołów, w których uczestniczyli politycy i naukowcy, których celem był dialog na temat bezpieczeństwa europejskiego po wstąpieniu Polski do NATO. Był wśród inicjatorów działalności Forum Polsko-Ukraińskiego. Był pomysłodawcą i organizatorem projektu „Polsko-Amerykańsko-Ukraińskiej Inicjatywy Współpracy” (ang. Polish-American-Ukrainian Cooperation Initiative, PAUCI).
W latach 1999–2000 Marek Całka był radcą i kierownikiem Wydziału Politycznego Ambasady RP w Budapeszcie. Pełnił zarazem funkcję zastępcy szefa misji. Od jesieni 2000 do 2003 pracował jako radca w Wydziale Politycznym Ambasady RP w Moskwie, odpowiadając za politykę energetyczną Rosji, problematykę rozbrojenia, nieproliferacji, kontroli i eksportu broni masowego rażenia łącznie ze środkami jej przenoszenia. Od 2003 (według innego źródła – od 2004) do 2005 pracował jako radca i I radca w DSPPZ MSZ. Tworzył analizy i prognozy na temat stosunków Rosji z krajami NATO. Był jednym z autorów pomysłu wewnątrzukraińskiego okrągłego stołu, który doprowadził do kompromisu kończącego aktywny okres „pomarańczowej rewolucji”. Jednocześnie kontynuował działalność naukową i publicystyczną, publikując swoje prace na łamach czasopisma „Polska w Europie”. W 2006 (według innego źródła – w latach 2005–2006) zajmował stanowisko doradcy sekretarza stanu (według innego źródła – podsekretarza) w Kancelarii Prezesa Rady Ministrów oraz pełnił obowiązki dyrektora Departamentu Spraw Zagranicznych KPRM (według innego źródła od jesieni 2005 do 2006 był zastępcą dyrektora Departamentu Polityki Zagranicznej w KPRM).
21 grudnia 2006 Marek Całka został mianowany przez prezydenta Lecha Kaczyńskiego ambasadorem Polski w Korei Południowej. Wykonywanie obowiązków rozpoczął w 2007, a zakończył w lipcu 2010. W tym okresie znacząco wzrósł eksport polskich produktów rolno-spożywczych na rynek południowokoreański. Od 2010 (według innego źródła – od lutego 2011) do 2015 pracował jako zastępca dyrektora Departamentu Wschodniego MSZ, gdzie zajmował się regionami Kaukazu Południowego oraz Azji Środkowej. W sierpniu 2024 został zastępcą dyrektora Departamentu Wschodniego MSZ.
4 listopada 2014 Marek Całka został mianowany ambasadorem Polski w Azerbejdżanie, jednocześnie akredytowanym w Turkmenistanie. 27 lutego 2015 przekazał listy uwierzytelniające, oficjalnie rozpoczynając pełnienie funkcji. 31 lipca 2019 zakończył kadencję. Od 2019 do lutego 2020 pracował jako dyrektor Departamentu Współpracy Ekonomicznej MSZ. Od 12 marca 2020 wchodził w skład rady Fundacji Fundusz Współpracy, jednak ustąpił przed końcem jej kadencji.

## Życie prywatne
Marek Całka jest żonaty, ma dziecko.